# Windlust (Nistelrode)
De korenmolen Windlust staat op het Molenerf te Nistelrode (gemeente Bernheze). Het is een standerdmolen met een gesloten voet, die oorspronkelijk in 1532 is gebouwd, maar in 1898 en in 1974 is verplaatst. De molen is versierd met achtpuntige sterren op de kast en op de deuren in de onderbouw. Tot begin jaren 50 van de 20e eeuw heeft de molen gemalen, maar nadien trad door stilstand snel verval op. In 1974 is Windlust verplaatst en maalvaardig gerestaureerd. Er is een maalkoppel aanwezig; het tweede is ooit verwijderd.
De molen is zondagsmorgens en op afspraak te bezoeken.